# Mesochorus prothoracicus
Mesochorus prothoracicus là một loài tò vò trong họ Ichneumonidae.